# Mąka kasztanowa
Mąka kasztanowa – mąka bezglutenowa uzyskiwana w wyniku zmielenia suszonych, jadalnych kasztanów (Castanea sativa Mill.). Popularna szczególnie w kuchni śródziemnomorskiej. Stosowana do przygotowywania placków, naleśników, pieczywa i makaronu.

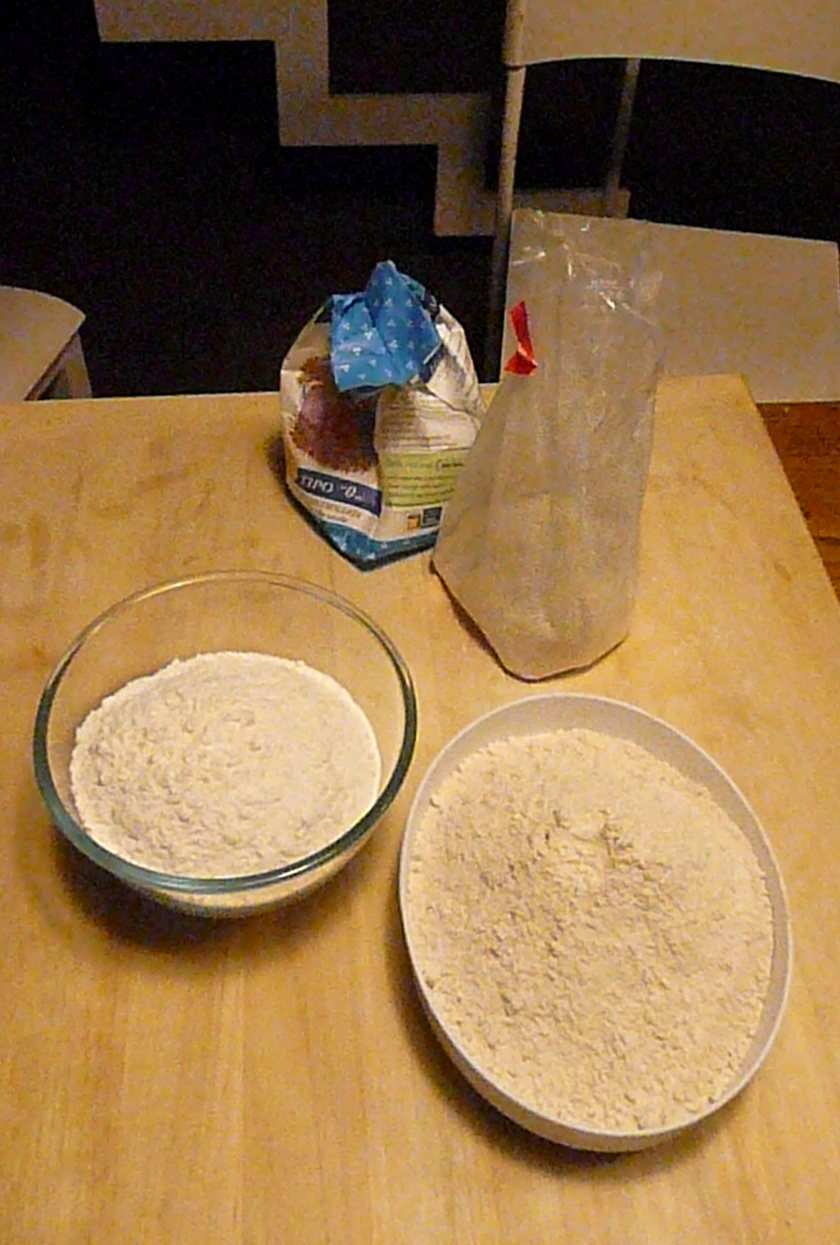

Mąka kasztanowa ma kasztanowy, słodki, ziemisty smak. Cechuje się nieziarnistą konsystencją. Jej kolor i smak w dużym stopniu zależy od stopnia przypieczenia kasztanów. Ma barwę od jasnego do ciemniejszego beżu.

## Historia
Mąka kasztanowa od wieków była elementem diety społeczności wiejskich z terenów basenu Morza Śródziemnego (głównie południowa Francja). Kasztan jadalny był uprawiany już w I wieku przez Rzymian i Greków. Najwięcej kasztanowców w stanie dzikim rosło na górzystych (600 - 700 m n.p.m.) terenach południowej Francji. Łagodny, śródziemnomorski klimat sprzyjał ich wegetacji. Owoce kasztanowca i mąka kasztanowa stały się podstawą diety w kilku regionach, zwłaszcza na Korsyce i Sewennach. Mieszkańcy mąki kasztanowej wypiekali naleśniki, zwane na Korsyce „castavena” lub ciasto „pulenda” zwane „chlebem dla ubogich”.
W 2006 roku korsykańska mąka kasztanowa została zabezpieczona we Francji chronioną nazwą AOC (Appellation d’Origine Contrôlée), a od 2010 roku jest zabezpieczona Chronioną Nazwą Pochodzenia (ChNP) w Unii Europejskiej.

## Produkcja mąki kasztanowej
Proces produkcji mąki kasztanowej składa się z kilku etapów.
Po zbiorze kasztany zostają posortowane, a następnie suszone. Owoce suszy się na specjalnych stojakach, nad paleniskiem w tradycyjny sposób lub dmuchawą. W zależności od techniki ten etap może trwać od 8 dni do 1 miesiąca. Następnie kasztany są obierane i ponownie sortowane. Do przygotowania mąki preferowane są kasztany średniej lub małej wielkości.
Ze względu na to, że kasztany zawierają dużą zawartość wody konieczne jest powtórne suszenie w celu usunięcia wilgoci z owoców. Ten etap to tzw. biskwitowanie. W tym kroku kaszany są pozostawiane na kilka godzin na ogniu, aby zredukować ostatnie ślady wody. Po schłodzeniu owoce przechodzą przez młyn, gdzie są mielone między dwoma kamieniami młyńskimi, aby uzyskać optymalną gramaturę. 
Do wyprodukowania 1 kg mąki kasztanowej potrzeba 3–4 kg kasztanów.

## Wartości odżywcze w mące kasztanowej
Mąka kasztanowa na tle innych mąk bezglutenowych wyróżnia się zawartością wielu cennych składników odżywczych. W składzie znajduje się wiele skrobi (50–60%), sacharozy (20–32%), a także wysokie wartości białka z niezbędnymi aminokwasami (5–8% ), w tym dużym udziałem kwasu asparaginowego i kwas glutaminowego.
Mąka kasztanowa jest to bogate źródło błonnika pokarmowego (4–10%). Zawiera również lipidy (2-4%).
Dodatkowo w składzie mąki kasztanowej znajduje się witamina E, witaminy z grupy B, potas, fosfor, magnez.
| Składnik           | Wartości |
| ------------------ | -------- |
| Kalorie            | 343 kcal |
| Węglowodany        | 63.6 g   |
| Cukry              | 23.6 g   |
| Tłuszcze           | 3.7 g    |
| Błonnik            | 14.2 g   |
| - nierozpuszczalny | 1.0 g    |
| - rozpuszczalny    | 13.2 g   |
| Skrobia            | 40 g     |
| Białko             | 6.1 g    |

## Zastosowanie mąki kasztanowej
Mąka kasztanowa ma wszechstronne zastosowanie w kuchni. Nadaje się zarówno do słodkich, jak i wytrawnych potraw. Zazwyczaj przygotowuje się z niej ciasta, naleśniki, gofry, muffiny, ciasteczka i inne bezglutenowe desery.